# Jean Reynaud
Pour les articles homonymes, voir Reynaud.
Ne doit pas être confondu avec Jean Raynaud.
Jean Ernest Reynaud, né le 14 février 1806 à Lyon et mort le 28 juin 1863 à Neuilly-sur-Seine est un philosophe et homme d'État français de la première moitié du XIXe siècle.
David Albert Griffiths voit en lui un « encyclopédiste de l’époque romantique ».

## Biographie
Petit-fils de Alexis-Antoine Régny, il est le frère du célèbre ingénieur et architecte Léonce Reynaud et de l'amiral Aimé Reynaud.
Il étudie au collège royal de Lyon sur les conseils de son tuteur Merlin de Thionville, puis il entre à l'École polytechnique, et devient ingénieur des mines.

### Du saint-simonisme à l'Encyclopédie nouvelle
Adhérant un temps aux idées de Saint-Simon, il participe d'avantage au mouvement encyclopédiste français de la première moitié du XIXe siècle.
Il collabore à la Revue Encyclopédique, alors dirigée en janvier 1831 par Hyppolyte Carnot et Pierre Leroux. Dans un article de décembre 1831, il explique les raisons de sa rupture avec Saint-Simon, jugeant ses idées « insuffisantes et partielles ».
L'année suivante, il joue un rôle croissant dans la direction de la revue, proposant avec Leroux une « synthèse nouvelle » pour l'édition du mois de mai 1832, formulant dans les grandes lignes « la synthèse dans les sciences qui se double d’un programme social et politique [...] qui a pour fonction d’apprécier la situation du prolétariat et d’offrir une réponse – sur un plan pratique cette fois – à la question de l’unité ».
En avril 1832 déjà, il publie un article, De la nécessité d’une représentation spéciale pour les prolétaires, dans lequel il fait le constat d'une société divisée en deux classes distinctes, « les prolétaires et les bourgeois ». Il décrit les prolétaires en ces termes : « Je nomme prolétaires les hommes qui produisent toute la richesse de la nation, qui ne possèdent que le salaire journalier de leur travail et dont le travail dépend de causes laissées en dehors d’eux, qui ne retirent chaque jour du fruit de leur peine qu’une faible portion incessamment réduite par la concurrence, qui ne reposent leur lendemain que sur une espérance chancelante comme le mouvement incertain et déréglé de l’industrie, et qui n’entrevoient de salut pour leur vieillesse que dans une place à l’hôpital ou dans une mort anticipée. » Décrivant les bourgeois de cette façon : « Je nomme bourgeois les hommes à la destinée desquels la destinée des prolétaires est soumise et enchaînée, les hommes qui possèdent des capitaux et vivent du revenu annuel qu’ils leur rendent, qui tiennent l’industrie à leurs gages et qui l’élèvent et l’abaissent au gré de leur consommation, qui jouissent pleinement du présent, et n’ont de vœu pour leur sort du lendemain que la continuation de leur sort de la veille et l’éternelle continuation d’une constitution qui leur donne le premier rang et la meilleure part. ».
L'année suivante, ils dirigent la publication de l'Encyclopédie nouvelle, il y rédige d'ailleurs plusieurs articles. Leur association cesse en 1841, pour des raisons théologiques, Leroux étant le partisan d'une croyance en la réincarnation des âmes, Reynaud, en l'éternité astrale.

### Vie politique
Lors de la révolution de 1848, les électeurs de la Moselle l'envoient à l'Assemblée constituante. Dès février 1848, il est nommé sous-secrétaire d'État à l'instruction publique dans le ministère d'Hippolyte Carnot. D'après Aurélien Aramini et Vincent Bourdeau, l'École d'administration qu'ils parviennent à fonder est censée réinvestir le programme des encyclopédique forgées les années précédentes. Au second semestre 1848, Reynaud y occupe la chaire de droit politique.
Nommé conseiller d'État en 1849, il ne reste pas longtemps à ce poste. Il est également professeur à l'École des mines de Paris puis est remplacé après le coup d'État de 1851 par Hippolyte de Villeneuve-Flayosc.

## Terre et ciel
Terre et ciel, publié en 1854, est certainement son livre le plus important. Reynaud y pose et développe le principe de la préexistence de l'homme et sa survivance dans d'autres astres (palingénésie). Dans la tranchée de l'encyclopédisme, Reynaud renoue avec une certaine image du druidisme, requalifie l'opposition entre anges et démons et rejette le dogme catholique des peines éternelles. Un concile d'évêques réuni au courant de l'année 1857 à Périgueux condamne son livre.

## Postérité
Il est enterré au cimetière du Père-Lachaise (72e division), dans une tombe ornée d'une allégorie de Chapu et d'un médaillon de David d'Angers.
Sa femme, Léonie Félicité Quenouille, parvient à instituer le prix Jean-Reynaud remis annuellement par l'Institut selon le principe de la rotation quinquennale entre les cinq Académies, jusqu'à ce que l'Académie française cesse de le décerner en 1979. Seule l'Académie des inscriptions et belles-lettres continue aujourd'hui de l'attribuer sous le nom de médaille Jean Reynaud.
Son ouvrage, Terre et ciel l'a rendu célèbre chez les spirites, Allan Kardec le considèrant comme l'un des précurseurs de sa doctrine, aux côtés des autres contributeurs de la Revue Encyclopédique.

## Ses publications
- Religion saint-simonienne : Prédication de la constitution de la propriété (Discours de Jean Reynaud, extrait de L'Organisateur (en)), Paris, trad=L'Organisateur, 1831 (lire en ligne sur Gallica ).
- De la Société saint-simonienne, et des causes qui ont amené sa dissolution (Extrait de la Revue encyclopédique, janvier 1832), 1832 (lire en ligne sur Gallica ).
- De la nécessité d'une représentation spéciale pour les prolétaires (Extrait de la Revue Encyclopédique, avril 1832), Paris, impr. de Éverat, 1832 (lire en ligne sur Gallica ).
- Mémoire sur la constitution géologique de la Corse, Paris, Société géologique de France, 1833 (lire en ligne  [PDF]).
- Coup d'oeil sur l'exposition de sculpture : beaux-arts (Extrait de la Revue Encyclopédique), Paris, impr. de Lachevardière, 1833 (lire en ligne sur Gallica ).
- Discours sur la condition physique de la terre (Extrait de l'Encyclopédie nouvelle), Paris, impr. de Bourgogne et Martinet, 1840 (lire en ligne sur Gallica ).
- Considérations sur l'esprit de la Gaule (Extrait de l'Encyclopédie nouvelle), Paris, impr. de L. Martinet, 1847.
- Terre et ciel, Paris, Furne, 1854 (lire en ligne sur Gallica ).
- Vie et correspondance de Merlin (de Thionville), Paris, Furne, 1860 (lire en ligne ).
- L'Esprit de la Gaule, Paris, Furne, 1864 (lire en ligne ).
- Œuvres choisies, lectures variées, 1865.
- Histoire élémentaire des minéraux usuels, Paris, Hachette, coll. « La Bibliothèque des merveilles », 1867, 2e éd. (lire en ligne sur Gallica ).